# Kanyenkanda
Kanyenkanda är ett periodiskt vattendrag i Burundi.   Det ligger i provinsen Ruyigi, i den östra delen av landet, 140 kilometer öster om huvudstaden Bujumbura.
I omgivningarna runt Kanyenkanda växer huvudsakligen savannskog. Runt Kanyenkanda är det ganska glesbefolkat, med 32 invånare per kvadratkilometer.